# جشنواره بین‌المللی فیلم کلکته
جشنواره بین‌المللی فیلم کلکته (به انگلیسی: Kolkata International Film Festival) (KIFF) یک جشنواره سالانه فیلم است که در کلکته هندوستان برگزار می‌شود. این فستیوال در سال ۱۹۹۵ تأسیس شد و به عنوان قدیمی‌ترین جشنواره فیلم در هند محسوب می‌شود.